# 交感神経β2受容体作動薬
交感神経β2受容体作動薬（こうかんしんけいベータ2じゅようたいさどうやく、β-2-sympathomimetic receptor agonists）は、気管支喘息および他の慢性閉塞性肺疾患の症状の緩和に使われる医薬品の種類である。β2作動薬、β2作用剤とも呼ばれる。

## 適応
β2作動薬はβ2アドレナリン受容体に作用して平滑筋を弛緩させ、気管支の拡張、筋肉と肝臓の血管拡張、子宮の筋肉の弛緩、およびインスリンの放出を引き起こす。全てのβ2作動薬は吸入(薬剤をエアロゾル化する定量噴霧式吸入器(MDI)、または吸入可能なドライパウダー)として利用可能である。
サルブタモール(米国ではアルブテロールと呼ばれる)は溶液としてネブライザーを用いた吸入にも使われ、処置室では他の吸入器よりネブライザーが使われることが多い。サルブタモールとテルブタリンはともに経口薬としても利用可能である。
加えて、サルブタモールとテルブタリンを含むこれらの薬剤のいくつかは静脈注射薬としても利用可能である。それは喘息の重篤症例にも使われることがあるが、もっぱらそれが子宮の筋肉を弛緩し収縮を防止するために早産を抑制するのに使われる。
世界喘息指針(GINA)のガイドラインでは、必要に応じて急性増悪の素早い緩和を短時間作用性β2作動薬によってもたらすことが推奨されている。同時に、コントローラー投薬治療が喘息コントロールの程度によって必要とされ、第一選択肢は低用量吸入ステロイド剤であるが、それより上の程度からは、低用量吸入ステロイド剤と長時間作用性β2作動薬の併用が推奨されている。

## 化学構造
β2アドレナリン受容体作動薬は、アドレナリンやイソプロテレノールなどのカテコールアミンと構造上似ているが、異なる部分があり、それがβ2選択性と作用時間の性質を決定している。
より大きなβ2選択性はα炭素鎖側の容積の増大によって達せられている。カテコールアミンはカテコール-O-メチル基転移酵素(COMT)によって素早く代謝されるが、β2作動薬はベンゼン環の3,4-ヒドロキシル基を3,5位に再配置(メタプロテレノール、テルブタリン、フェノテロール)、または3-ヒドロキシル基をヒドロキシメチル基に代替(サルブタモール、ピルブテロール、サルメテロール)するなどして、COMTへの抵抗を持つ。
短時間作用性のサルブタモール、ピルブテロールおよびテルブタリンは高レベルのβ2作用特異性を持つが、親水性が高いために受容体を短い時間しか占有できず、活動の期間が制限される。最近開発された二つの新薬、サルメテロールとフォルモテロールは高い親油性を持ち、長期の活動性を見せる。
サルメテロールはβ2アドレナリン受容体の活性部位だけでなく「エクソサイト」と呼ばれる別の部位にも結合し、活性部位との結合・解離を繰り返し行うことで、活動性を延長している。フォルモテロールは、細胞の脂質二重膜の中に拡散して貯蔵され、その後ゆっくりと放出され、β2アドレナリン受容体と接触することによって長期に効果が持続する。

## 作用機序
β2作動薬の有益な効果は主に、気管支平滑筋の弛緩による気管支の拡張と、運動や他の刺激物によって誘発される気管支狭窄の阻害、の二つである。
β2作動薬はβ2アドレナリン受容体に結合し活性化させる。β2アドレナリン受容体は7回膜貫通型のGタンパク質共役型受容体スーパーファミリーのメンバーであり、受容体と共役したGタンパク質はアデニル酸シクラーゼを活性化させる。この酵素はATPからcAMPへの変換を触媒し、cAMPはセカンドメッセンジャーとしてcAMP依存タンパク質キナーゼ(タンパク質キナーゼA、PKA)を活性化する。タンパク質キナーゼAはさまざまな活動に寄与し、過分極、細胞内カルシウムの減少、カルシウム依存性カリウムチャネルの活性化、Ca-K ATP系の刺激などを起こす。細胞内カルシウム濃度が下がると、平滑筋の弛緩が導かれる。
これは、アドレナリンの分泌が気管支平滑筋の弛緩を引き起こすのと同じ経路である。β2アドレナリン受容体作動薬は、いくつかあるアドレナリン受容体のうち、平滑筋弛緩にかかわるβ2受容体に選択的に作用して、それ以外のアドレナリン症状が起こらないように作られている。
β2作動薬はまた、血管透過性と浮腫を低下させ、粘液繊毛のクリアランスを増大させる。そしてヒスタミン、メタコリン、アデノシンなどの不特定の気管支収縮物質に対して保護をする。加えて炎症性細胞、特に肥満細胞からの、メディエーターの放出を抑制する(抗炎症能力)。

## 副作用
一般に短時間作用型β2作動薬の吸入は少量で有効で、全身的な副作用は出にくい。しかし、一部の患者に振戦、動悸、頻脈、頭痛、悪心、といった副作用が起こる。稀にβ2作動薬を定量噴霧型吸入器やネブライザーによって吸入した後に気管支痙攣を引き起こす例が報告されており、「矛盾した気管支収縮」(paradoxical bronchoconstriction)と呼ばれている。多くの場合原因不明であるが、添加剤へのアレルギー反応など、β2作動薬が直接の原因でない例もあると考えられている。また、ごく稀に重篤な血清カリウム値の低下を起こすことが報告されており、注意が必要である。

## リスク
β2作動薬のβ2選択性は完全ではなく、ある程度は他のアドレナリン受容体にも作用してしまう。β2選択性の程度は各種薬剤によってさまざまであるが、同様に気管支拡張薬として使われるアドレナリン(ボスミン)やイソプロテレノールに比べれば格段に高く、特に心臓への副作用のリスクはそれらよりはるかに低い。
2005年11月アメリカ食品医薬品局(FDA)は、長時間作用性β2アドレナリン受容体刺激薬(LABA)の使用が、重篤喘息の悪化と喘息関連死のリスクの増大に関係していると発表した。FDAは、喘息の治療においてセレベント・ディスカスは、低用量-中用量の吸入副腎皮質ステロイド剤などの、他の喘息コントローラーによる投薬治療に適切な応答をしなかった患者にのみ、追加治療として用いられるよう勧告している。
大規模メタ分析の結果、β2作動薬の常用吸入が喘息の症状悪化・喘息死のリスクを増大させるという研究が、いくつか提出されている(例えば)。β2作動薬の常用は気管支拡張および気管支保護効果へ耐性(タキフィラキシーまたは脱感作としても知られる)を生じさせることが知られており、これが喘息の症状悪化と喘息死に寄与していると考えられている。脱感作には二つの機構が特定されており、短期にはβ受容体のリン酸化によるGsのアンカップリングが関与し、長期には、受容体のダウンレギュレーションが関与する。近年、β2アドレナリン受容体の多型性(人によってアミノ酸配列が異なる)がβ2作動薬への反応に違いを生じさせており、あるタイプの遺伝子型の人たちにおいてβ2作動薬の常用が急速にβ2作動薬に対する耐性を生じさせる、という研究がある。

## タイプ
β2アドレナリン受容体作動薬はその作用時間によって、短時間作用性と長時間作用性の二つのグループに分けられる。

### 短時間作用性β2アドレナリン受容体作動薬
Short-Acting Beta-Agonists (SABAs) - 喘息症状を素早く解消する「レスキュー」薬
- サルブタモール (アルブテロール)
- レボサルブタモール (レバルブテロール)
- テルブタリン
- ピルブテロール
- プロカテロール
- メタプロテレノール
- フェノテロール
- ビトルテロール

### 長時間作用性β2アドレナリン受容体作動薬
Long-acting beta-agonists (LABAs) - FDAは、吸入ステロイドとの組み合わせでのみ、喘息に用いるよう推奨
- サルメテロール
- ホルモテロール
- ビランテロール
- バンブテロール - 錠剤。2016年現在日本では市販されていない
- クレンブテロール
- インダカテロール